# McDonnell Douglas
McDonnell Douglas var en stor amerikansk flyproducent. Det var en af de største producenter af både civile og militære fly. Firmaet havde hovedkvarter i St. Louis, Missouri.
Selskabet blev stiftet 28. april 1967 ved en fusion af de to selskaber Douglas Aircraft Company og McDonnell Aircraft Corporation. I 1997 blev fabrikken overtaget af konkurrenten Boeing. Boeing afsluttede i 2006 produktionen af McDonnell Douglas-fly og satser nu på sine egne flytyper i stedet.

## Produkter

### Militært
- AH-64 Apache (startet under "Hughes Helicopters")
- F-4 Phantom II (startet under "McDonnell Aircraft")
- F-15 Eagle
- F/A-18 Hornet

### Passagertransport
- DC-9 (startet under "Douglas Aircraft")
- DC-10 (indklusiv cockpit-opgraderingen kaldt MD-10)
- MD-11 (strakt og moderniseret version af DC-10eren)
- MD-12 (kæmpepassagerfly, som kun var på tegnebrættet, af type magen til Airbus A380)
- MD-80 serien (strakt og moderniseret version af DC-9eren)
- MD-90 (strakt og moderniseret version af MD-80eren)
- MD-95 (seneste evolutionstrin af DC-9eren, solgt som Boeing 717)

McDonnell Douglas producerede også våben, særligt missiler og raketter, og blev bl.a. landskendt i forbindelse med sagen om Hovsa-missilet, som ved en fejl blev afskudt fra fregatten Peder Skram i 1982.

## Kunder
SAS var en af McDonnell Douglas største kunder; alle fly SAS var i besiddelse af i 2000 er listet her:
- 18 MD-87ere
- 1 DC-9-21
- 17 DC-9-41
- 8 MD-90-30
- 19 MD-81
- 28 MD-82
- 2 MD-83
- Totalt 93 fly

I 2006 var flåden af Mcdonnell Douglas fly reduceret til
- 18 MD-81
- 18 MD-82
- 7 MD-87
- 2 MD-90
- Totalt 45

SAS opererer ikke med McDonnell Douglas fly længere

## Eksterne links
- McDonnell Douglas på Aircraft-Info.net |  | Wikimedia Commons har medier relateret til: McDonnell Douglas |